# Stor blomstertobak
Stor blomstertobak (Nicotiana alata)  är en art inom familjen potatisväxter som förekommer naturligt i Paraguay, sydöstra Brasilien, nordöstra Argentina och Uruguay. Arten odlas som ettårig utplanteringsväxt i Sverige, även om den numera oftast ersätts med hybriden blomstertobak (N. ×sanderae).
Stor blomstertobak är i naturen en flerårig, klibbigt glandelhårig ört. Stor blomstertobak innehåller låga halter nikotin i bladen. Nikotin är ett farligt gift som kan tränga igenom oskadad hud när man hanterar eller plockar tobak.

## Synonymer
- Nicotiana affinis T.Moore
- Nicotiana alata f. rubella Moldenke
- Nicotiana alata var. grandiflora Comes
- Nicotiana alata var. persica (Lindl.) Comes
- Nicotiana persica Lindl.